# Enola Holmesová 2
Enola Holmesová 2 (v originále Enola Holmes 2) je americký mysteriózní film z roku 2022, sequel filmu Enola Holmesová (2020). Natočil jej režisér Harry Bradbeer podle scénáře Jacka Thornea, stejně jako u prvního filmu. Film vznikl podle knižní série Enola Holmesová od Nancy Springer. Hlavní roli Enoly Holmesové v něm ztvárnila Millie Bobby Brownová, dále v něm hráli Henry Cavill, Louis Partridge, Susie Wokoma, Adeel Akhtar, Helena Bonham Carterová, David Thewlis a Sharon Duncan-Brewster. Hudbu k filmu složil Daniel Pemberton. Natočen byl v letech 2021–2022 a uveden byl 4. listopadu 2022 na Netflixu.